# Opopaea ita
Opopaea ita là một loài nhện trong họ Oonopidae.
Loài này thuộc chi Opopaea. Opopaea ita được miêu tả năm 2003 bởi Ott.